# Акт о каноническом общении

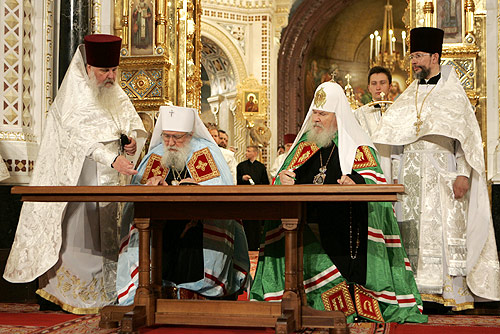
Торжественное подписание Акта о каноническом общении в храме Христа Спасителя. Слева направо: протоиерей Александр Лебедев, первоиерарх РПЦЗ митрополит Лавр, патриарх Московский и всея Руси Алексий II, протоиерей Николай Балашов. 17 мая 2007 года

Акт о каноническом общении Русской православной церкви заграницей с Русской православной церковью Московского патриархата — документ, провозглашающий объединение Русской православной церкви заграницей (РПЦЗ) с Русской православной церковью Московского патриархата (РПЦ).
Текст «Акта» был выработан в 2004—2006 годы в ходе восьми совместных заседаний комиссии Московского Патриархата по диалогу с Русской Зарубежной Церковью и комиссии Русской Зарубежной Церкви по переговорам с Московским Патриархатом. 17 мая 2007 года в храме Христа Спасителя в Москве «Акт» торжественно подписали Патриарх Московский и всея Руси Алексий II и Первоиерарх РПЦЗ митрополит Лавр (Шкурла).
Как отметил протоиерей Николай Артёмов, подписанием Акта «обе стороны отказались от исключительности, признали друг друга как части единой Русской Православной Церкви». Церковный историк и клирик РПЦЗ диакон Андрей Псарёв так оценивал смысл «Акта»: «С одной стороны, архиереи РПЦЗ согласились с тем, что, несмотря на канонические компромиссы прошлого, РПЦ-МП является их матерью-церковью. С другой — достигнут консенсус внутри Русской Церкви, что миссия РПЦЗ в коммунистический период была пастырски оправданной».

## Предыстория
Позиция РПЦЗ по отношению к Московскому патриархату на протяжении XX века становилась всё более жёсткой. Годы патриаршества патриарха Тихона отмечены тем, что каких-либо обвинений в адрес всероссийской церковной власти со стороны зарубежных архиереев не было. До 1940-х годов, несмотря на выпады против митрополита Сергия (Страгородского), РПЦЗ всё же осознавала себя частью единой Русской церкви. Так, 16 августа 1938 года Архиерейский собор РПЦЗ постановил, что прибывающие из России священнослужители, находившиеся в ведении митрополита Сергия, могут быть допущены в церковное общение безо всякого чиноприёма, так как они не несут ответственности за его действия. Признавалась благодатность таинств, совершённых митрополитом Сергием. Несмотря на резкую критику в его адрес, в публикациях явно прослеживалось понимание тяжелейшей ситуации, в которой он находился. В годы Второй мировой войны РПЦЗ наблюдалось отрицательное, но сдержанное отношение к московской церковной власти, не лишенное даже некоторого сочувствия. РПЦЗ поддерживала отношения с Украинской и Белорусской православными автономными церквями, считавшими себя в подчинении Московской патриархии. В 1945—1946 годах клирики этих церквей были приняты в РПЦЗ без какого-либо чиноприёма.
В конце войны и в послевоенные годы ситуация стала меняться: высказывания прессы РПЦЗ против патриарха Алексия I были намного более жёсткими, чем высказывания против патриарха Сергия. РПЦЗ стала воспринимать себя церковью неповреждённой, носительницей идей Святой Руси. К критике «сергианства» добавилась и критика экуменических контактов Московского патриархата, активизировавшихся с начала 1960-х годов. Уже в послевоенные годы РПЦЗ, продолжая считать себя частью поместной Русской православной церкви, в качестве другой её части стала рассматривать уже не Московский патриархат, а «катакомбную церковь». Данное понятие ввёл и популяризировал бежавший в 1944 году на Запад деятель иосифлянского движения Иван Андреевский. Архиерейский собор 1956 года объявил, что только «Катакомбная Церковь сохранила чистоту и верность духу древней Апостольской Церкви» и пользуется «уважением в народной среде». В 1957 году митрополит Анастасий (Грибановский) говорил о «непереходимой бездне», отделяющей Зарубежную церковь от «советской», на которую «легла печать лжи», отмечая при этом, что «мы неразрывно связаны с Материю Церковью катакомбной, которая подвергается преследованиям со стороны церкви советской». Многие «зарубежники» считали, что все иерархи Московского патриархата являются сознательными сторонниками советского режима, что было неверно. 14 сентября 1971 года Архиерейский собор РПЦЗ официально принял резолюцию, из которой следовало, что РПЦЗ находится в общении с «Катакомбной церковью», но не с Московской патриархией. Весьма характерно для этого периода высказывание первоиерарха РПЦЗ митрополита Филарета в 1980 году: «Катакомбная Церковь в России относится с любовию и полным доверием к Церкви Зарубежной <…>. Признать церковь лукавнующих носительницей и хранительницей благодати мы, конечно, не можем». Вместе с тем, столь однозначную позицию занимали не все в РПЦЗ. Со времени Второй мировой войны говорилось о том, что должен состояться Поместный собор единой Русской церкви, который и даст окончательные суждения по всем спорным вопросам, в том числе и о наличие благодати в Московском патриархате.
Противоречивость отношения РПЦЗ к Московскому патриархату в этот период иллюстрирует, например, то, что в 1974 году в соборном послании Третьего Всезарубежного собора отмечалось, что РПЦЗ находится в общении не только с новомучениками, не признававшими митрополита Сергия, но и с «архиепископом Ермогеном [Голубевым], некоторыми священниками, среди них Николай Гайнов и Димитрий Дудко, вятские миряне во главе с Борисом Талантовым, защитники Почаевской лавры, такие, как Феодосия Кузьминична Варрава, и многие другие».
Канонизация Собора новомучеников и исповедников Российских в 1981 году стала восприниматься идеологами РПЦЗ как ещё одно препятствие, разделяющее их с Московским патриархатом, который такую канонизацию в то время не совершил. Понимание невозможности диалога с Московским патриархатом, формировавшееся на протяжении большей части XX столетия, значительно обострилось в период празднования 1000-летия Крещения Руси. 1990-е годы характеризовались усилением конфронтации с Московским патриархатом, связанной с открытием приходов РПЦЗ в России с 1990 года и с имущественными конфликтами на Святой земле в 1997 и 2000 годах.
Предъюбилейное послание Синода МП от 21 июня 1987 года, обращаясь к русскому церковному зарубежью, призывало «преодолеть дух ожесточения и средостения». Архиерейский синод РПЦЗ в «Послании к пастырям и пастве Русской Православной Церкви» от 19 ноября 1987 года назвал три «причины, разделяющие нас»: 1) отказ Московской патриархии от Мучеников и Исповедников нашего времени; 2) «та, что декларация митрополита Сергия… о тождестве интересов Церкви и безбожного государства лежит до сих пор в основе их отношений»; 3) «в том, что послание Московской Патриархии определённо утверждает…, что мы находимся вне спасительной ограды Матери-Церкви». Послание Синода РПЦЗ подчёркивало: «Мы никогда не мнили себя вне Матери-Церкви, храня духовное и молитвенное единство с мучениками, страдальцами за веру…, со всей полнотой Русской Церкви»; «мы остаёмся верными завету Соловецких узников о том, „что не в целости внешней организации заключается сила Церкви, а в единении веры и любви преданных ей чад ея“».
Духом мессианской исключительности пронизано «Юбилейное Послание Архиерейского Собора к пастве Русской Православной Церкви» 1988 года: «Пока церковное возглавление Московской Патриархии поражено безгласностью и не может говорить правды, мы — русские епископы за границей, чувствуем страшную ответственность, лежащую на нас за всю Церковь… Управляя свободной частью ея, зарубежной, мы… не знаем компромиссов с врагами Христовой истины… мы — единственные русские епископы, голос которых может и должен быть и является свободным голосом многострадальной матери Церкви,… говорящие правду о положении верующих на родине,… сохранившие канонический строй управления Церковью,… дерзнувшие прославлять новых мучеников и исповедников нашей Церкви».
В конце 1980-х, когда жёсткий государственный контроль над Московской патриархией (МП) в СССР был снят и объективно появились предпосылки к воссоединению, руководство РПЦЗ продолжало настаивать на снятии иерархами МП «причин, разделяющих нас»: прославления Новомучеников Российских, отречения от так называемого сергианства, признания РПЦЗ Церковью, прекращения мероприятий в рамках экуменической деятельности.
Московский патриархат, в свою очередь, исходя из своей позиции, что члены РПЦЗ пребывают вне Церкви, мыслил воссоединение как вхождение РПЦЗ в состав РПЦ в той или иной форме и без исполнения каких-либо предварительных условий с его стороны. В августе 1991 года патриарх Алексий II во время Конгресса соотечественников в Москве принял Глеба Рара, одного из деятелей РПЦЗ, и через него передал Архиерейскому синоду РПЦЗ предложение о воссоединении РПЦ с РПЦЗ с сохранением за РПЦЗ полной автономии, каковое предложение было отклонено Архиерейским синодом РПЦЗ. По словам Глеба Рара, «мы надеялись, что в 1991—1992 годах воссоединение РПЦ и Русской Православной Церкви Зарубежом произойдёт автоматически. И многие знакомые мне священники РПЦЗ тогда думали об этом. Однако всё сорвалось из-за позиции митрополита Виталия (Устинова) <…>, который всегда был уверен, что с Москвой иметь дело нельзя».
Принятие 7 апреля 1990 года в РПЦЗ клира и прихода Цареконстантиновского храма в Суздале во главе с архимандритом Валентином (Русанцовым) и его последующая епископская хиротония, принятие в мае 1990 года Архиерейским собором РПЦЗ «Положения о Российской Православной Свободной Церкви» и создание сети приходов РПЦЗ на территории СССР (затем бывшего СССР), решение Синода РПЦЗ в 1992 году назначить епископа Варнаву (Прокофьева) представителем Синода в России и настоятелем Синодального подворья в Марфо-Мариинской обители и последовавший 3 августа 1992 года съезд духовенства под председательством епископа Варнавы, на котором было принято решение об учреждении Московского епархиального управления РПЦЗ, были восприняты в Московской патриархии как фактическое объявление юрисдикционной войны.
Историк Андрей Кострюков отмечает, что отношение к РПЦЗ в среде Русской православной церкви было неопределённым. С одной стороны, многие в то время «приходили к познанию православия через сочинения, написанные в Зарубежной Церкви. Это Догматическое богословие протопресвитера Михаила Помазанского, толкования Нового Завета архиепископа Аверкия (Таушева), наконец, труды иеромонаха Серафима (Роуза). Хорошо знали в России и святителя Иоанна (Максимовича). Могу засвидетельствовать, что в те годы в студенческой среде Зарубежная Церковь как раскол не воспринималась. При этом, нередко приходилось быть свидетелем и очень резких слов в адрес Русской Православной Церкви заграницей».
При этом в 1990-е годы РПЦЗ так и не начала переговоры с Московским патриархатом из-за позиции первоиерарха РПЦЗ митрополита Виталия (Устинова), который при поддержке епископа Григория (Граббе) и архиепископа Лос-Анджелесского Антония (Синкевича)) всячески тормозил попытки хотя бы начать диалог с Москвой. В таких условиях многие пастыри Русской зарубежной церкви по собственной инициативе начали ездить в Россию и налаживать добрые отношения с патриаршим духовенством, за что некоторые подвергались сильному давлению митрополита Виталия и его окружения.
Конфликты внутри епархий РПЦЗ в России и конфронтация с Московским Патриархатом способствовали решению Архиерейского Собора РПЦЗ 1994 года начать диалог с РПЦ: «Сознавая свою ответственность перед Богом и людьми, мы, свободные от всякого постороннего вмешательства архиереи Русской Церкви, полагаем, что пришло время искать живого общения со всеми частями Единой Русской Православной Церкви, разрозненными в силу исторических обстоятельств».
Важной вехой на пути к единству стал Юбилейный Архиерейский собор Русской православной церкви, состоявшийся в Москве в августе 2000 года. Собор прославил Новомучеников и Исповедников Российских, часть из которых в свое время не оказывала поддержки Заместителю Патриаршего Местоблюстителя митрополиту Сергию (Страгородскому) и была прославлена в Русской Зарубежной Церкви в 1981 году. Вторым, не менее важным для РПЦЗ, решением было принятие «Основ социальной концепции Русской Православной Церкви», в которой делалось заявление о возможности церковного призыва к гражданскому неповиновению православных христиан светским властям, в том случае, если последние принуждают граждан к действиям, противоречащим их нравственным убеждениям. И, наконец, третьим документом стали «Основные принципы отношения Русской Православной Церкви к инославию», в которых четко излагалась позиция РПЦ МП в отношении экуменического движения, согласно которой полнота истины признавалась за православием, а экуменический диалог рассматривался как свидетельство об истине перед инославным миром. Решения Собора были положительно восприняты в Русской православной церкви заграницей. С этого времени усилилось стремление к диалогу. 17 октября того же года Архиерейский собор РПЦЗ, заслушав доклад епископа Евтихия (Курочкина) о состоявшемся в августе 2000 года Архиерейском соборе Московской патриархии, вынес резолюцию об отношении к Московской патриархии, в которой счёл целесообразным создать при Архиерейском синоде постоянно действующую комиссию по вопросам единства Русской церкви в составе архиепископа Марка (Арндта), епископов Михаила (Донскова) и Гавриила (Чемодакова), протоиереев Николая Артёмова и Петра Перекрёстова, а также диакона Павла Иванова. В резолюции от 24 октября 2000 года члены Собора отметили, что две причины разделения Зарубежной церкви и Московской патриархии полностью или частично устранены. «Принимая во внимание все вышесказанное, Архиерейский Собор Русской Православной Церкви Заграницей считает, что на последнем Соборе Московской Патриархии были сделаны значительные сдвиги в отношении оздоровления церковной жизни в России. Этот первый положительный шаг Московской Патриархии на соборном уровне не может не вселять в нас надежду». Кроме того, соборным решением была создана комиссия по вопросам единства Русской церкви.
15 февраля 2001 года патриарх Московский и всея Руси Алексия II во время беседы с журналистами в городе Берне (Швейцария) подчеркнул: «Думаю, что время лечит все недуги и расколы. Оно вылечит и этот раскол, потому что Русская Зарубежная Церковь и Церковь Московского Патриархата — это плоть от плоти и кровь от крови своего народа».
23 августа 2001 года глава ОВЦС Московского патриархата митрополит Кирилл (Гундяев) так описал перспективы диалога с РПЦЗ:

Русская Православная Церковь и Русская Зарубежная Церковь — это одна Церковь, временно разделённая. Мы приветствуем тот факт, что наиболее здоровые силы в Синоде Русской Зарубежной Церкви приняли на себя руководство Церковью. Мы связываем с этой переменой возможность развития наших отношений. Однако я очень осторожно отношусь к перспективам дальнейшего диалога. <…> в Москву приехал руководитель Отдела внешних церковных сношений Синода Русской Зарубежной Церкви, можно сказать, мой коллега, игумен Иоаким (Парр). Мы встретились для того, чтобы обсудить, как нам в дальнейшем строить отношения. По возвращении в Соединенные Штаты отец Иоаким был запрещён в священнослужении. Ему было сказано, что если он не покается в том, что вёл переговоры с представителями Московского Патриархата, то будет лишён сана. В связи с этим становится непонятно, зачем тогда Архиерейский Собор Русской Зарубежной Церкви в 2000 году заявлял о создании комиссии по диалогу с Русской Православной Церковью и назначал отца Иоакима её руководителем. Приходится констатировать: позиция руководства Зарубежной Церкви весьма противоречива, и это не может не осложнять ситуацию.

В октябре того же года Архиерейский собор РПЦЗ избрал Лавра новым первоиерархом. Митрополит Виталий, который до этого заявлял, что не в состоянии осуществлять руководство РПЦЗ (поскольку ему были показаны противоречащие друг другу указы), лично приветствовал митрополита Лавра и его избрание, был однако через некоторое время внезапно вывезен из Нью-Йорка в Канаду, в Спасо-Преображенский скит в Мансонвилле. Там от имени митрополита Виталия было распространено «Чрезвычайное заявление», в котором говорилось, что митрополит Виталий снимает подпись «о своём добровольном уходе на покой и передаче моих полномочий архиепископу Лавру». Вскоре лишённый сана епископ Варнава (Прокофьев) в присутствии митрополита Виталия рукоположил архимандрита Сергия (Киндякова) во епископа и положил начало РПЦЗ(В). 25 сентября 2006 года митрополит Виталий скончался в своей резиденции при Спасо-Преображенском монастыре в Мансонвилле. Несколько раньше покаялся и вернулся из раскола епископ Варнава, получив от Архиерейского синода РПЦЗ статус ставропигии для своего прихода в Каннах.
24 сентября 2003 года в Нью-Йорке в Генеральном консульстве Российской Федерации состоялась встреча первоиерарха Русской православной церкви заграницей митрополита Лавра и членов Архиерейского синода с президентом Российской Федерации Владимиром Путиным. На встрече было передано письмо патриарха Алексия II митрополиту Лавру с приглашением посетить Москву, которое было «с благодарностью принято».
10 октября 2003 года Совещание духовенства Чикагской епархии РПЦЗ приняло резолюцию, где говорилось: «Наша радость продолжалась, видя духовное возрождение на земле Русской. Теперь мы чаем примирение в Русской Церкви… Мы верим, что наши иерархи примут все необходимые меры, чтобы преодолеть все препятствия, стоящие на пути к примирению… Мы выражаем нашу поддержку Высокопреосвященному митрополиту Лавру и Архиерейскому Синоду в их доброжелательном согласии принять приглашение Патриарха Алексия II посетить Россию и далее обсудить вопрос примирения в Русской Церкви».
29 октября 2003 года в резолюции Пастырского совещания Австралийско-Новозеландской епархии РПЦЗ отмечалось: «Мы считаем, что наступило время всем частям Российской Поместной Церкви для сближения и возвращения к принципам и духу Всероссийского Поместного Собора 1917-18 гг. путём переговоров».
17 по 22 ноября 2003 года состоялся визит в Москву делегации РПЦЗ во главе с архиепископом Берлинским и Германским Марком (Арндтом). В состав делегации входили также архиепископ Сиднейский и Австралийско-Новозеландский Иларион (Капрал), епископ Сан-Францисский и Западно-Американский Кирилл (Дмитриев), протоиерей Николай Артёмов, секретарь Германской епархии, и протоиерей Пётр Холодный, казначей Архиерейского синода РПЦЗ. Делегация была принята патриархом Алексием II. На встрече была выражена воля обеих сторон к установлению молитвенно-евхаристического общения, готовность следовать по пути к церковному единству с опорой на общее каноническое Предание и с уважением к церковно-административным реальностям, сложившимся в течение XX века, прошли переговоры с членами Священного синода Русской православной церкви.
8—12 декабря 2003 года в Наяке (штат Нью-Йорк) состоялось Всезарубежное пастырское совещание, в котором приняли участие около 150 священнослужителей Русской зарубежной церкви. По инициативе организаторов были приглашены и три клирика Московского патриархата: наместник московского Сретенского монастыря архимандрит Тихон (Шевкунов), преподаватель Санкт-Петербургской духовной академии и семинарии протоиерей Георгий Митрофанов и доцент Московской духовной академии протоиерей Максим Козлов. Главной темой обсуждения был вопрос о взаимоотношениях Зарубежной церкви с церковью в Отечестве. Были высказаны разные мнения, однако в принятом участниками обращении сказано: «Мы можем единодушно заявить, что единство двух частей Русской Церкви, в России и за рубежом, — наше желание».

## Подготовка и переговорный процесс
Вопрос о каноническом единстве обсуждался на Архиерейском Соборе Русской Православной Церкви заграницей, который состоялся 13-17 декабря 2003 года. 17 декабря 2003 года указом Архиерейского Собора РПЦЗ была образована Комиссия Русской Православной Церкви Заграницей по переговорам со встречной Комиссией Московского Патриархата в составе: архиепископ Берлинский и Германский Марк (Арндт) (Председатель), епископ Вевейский Амвросий (Кантакузен), архимандрит Лука (Мурьянка), протоиерей Георгий Ларин и протоиерей Александр Лебедев (секретарь). Кроме того, в работу Комиссии со стороны Русской Зарубежной Церкви были включены епископ Ишимский и Сибирский Евтихий (Курочкин) (по вопросам приходов РПЦЗ находящихся на территории России), а также, в качестве консультантов — протоиерей Валерий Алексеев из Одесской епархии, и диакон Николай Савченко из Санкт-Петербурга.
26 декабря 2003 года Священный Синод Русской Православной Церкви «для дальнейшего обсуждения вопросов, связанных с преодолением существующего разделения» создал комиссию при Священном Синоде под председательством епископа Корсунского Иннокентия (Васильева). В состав Комиссии были также назначены: архиепископ Верейский Евгений (Решетников), наместник московского Сретенского монастыря архимандрит Тихон (Шевкунов), председатель Историко-правовой Комиссии Московского Патриархата профессор протоиерей Владислав Цыпин, и секретарь по межправославным отношениям Отдела Внешних Церковных Связей Московского Патриархата протоиерей Николай Балашов (секретарь).
В мае 2004 года Первоиерарх РПЦЗ митрополит Восточно-Американский и Нью-Йоркский Лавр впервые официально посетил Москву и присутствовал на ряде патриарших богослужений.
С 22 по 24 июня 2004 года в Отделе внешних церковных связей Московского Патриархата на территории Свято-Даниловского монастыря в Москве, состоялась первая рабочая встреча комиссий Московского Патриархата и Русской Зарубежной Церкви. При этом члены комиссий РПЦЗ и Московского Патриархата приняли участие во встрече Тихвинской иконы Божией Матери, возвращённой в Россию после 63-летнего пребывания за границей, и молились в Храме Христа Спасителя за всенощным бдением, возглавляемым Патриархом Московским и всея Руси Алексием II вместе с Митрополитом всея Америки и Канады Германом (Свайко).
После первой совместной встречи, по решению Архиерейского Синода Русской Православной Церкви Заграницей, на место протоиерея Георгия Ларина был назначен протоиерей Николай Артёмов.
14 — 16 сентября 2004 года в помещениях Собора Новомучеников и Исповедников Российских Русской Православной Церкви Заграницей в Мюнхене состоялась вторая рабочая встреча переговорных комиссий Русской Православной Церкви за границей и Московского Патриархата. Итогом двух совместных заседаний стали согласованные проекты документов, затрагивающие весь круг порученных комиссиям вопросов: «об отношениях Церкви и государства», «об отношениях Православия с неправославными общинами и межконфессиональными организациями», «о каноническом статусе Русской Зарубежной Церкви как самоуправляемой части Поместной Русской Православной Церкви», «о преодолении канонических препятствий к установлению евхаристического общения».
С 17 по 19 ноября 2004 года в Отделе внешних церковных связей Московского Патриархата на территории Свято-Данилова монастыря в Москве прошла третья рабочая встреча переговорных комиссий Русской Православной Церкви за границей и Московского Патриархата.
2-4 марта 2005 года в окрестностях Парижа состоялась четвёртая рабочая встреча переговорных комиссий Русской Православной Церкви за границей и Московского Патриархата.
26-28 июля 2005 года в Москве состоялась пятая рабочая встреча переговорных комиссий Русской православной церкви заграницей и Московского патриархата. 28 июля члены комиссий продолжили работу в Свято-Серафимовском скиту московского Сретенского монастыря в посёлке Красная Горка Рязанской области. Участники встречи имели возможность ознакомиться с возрождающейся жизнью монашеской общины и монастырским хозяйством.
Мы воспринимали Русскую Церковь за границей как плоть от плоти нашего народа, как неотъемлемую часть Русской Церкви, трагически отделённую от нас вследствие страшных событий XX века: революции, гражданской войны, насилия богоборцев, повлекшего страдания и гибель миллионов людей. Мы всегда верили, что это разделение – временное, потому что вера у нас одна, святыни общие, и одно Отечество, где бы ни жили его чада.
17-20 февраля 2006 года в Наяке состоялась шестая рабочая встреча переговорных комиссий Русской Православной Церкви за границей и Московского Патриархата.
7—14 мая 2006 года в Сан-Франциско состоялся Всезарубежный Собор РПЦЗ, который положительно оценил уже предпринятые шаги к восстановлению единства и одобрил проект Акта о каноническом общении с Московским Патриархатом. Проект Акта был направлен в переговорные комиссии обеих Церквей для доработки и снятия вопросов, остающихся неурегулированными.
Состоявшийся 15-19 мая Архиерейский Собор РПЦЗ утвердил документы IV Всезарубежного Собора и принципиально одобрил проект Акта о каноническом общении, указав на желательность некоторой доработки. Было выражено пожелание достичь соглашения о совместной публикации проекта Акта о каноническом общении.
Митрополит Лавр, проявивший ранее инициативу в восстановлении молитвенного общения Церквей, публично поддержав в ходе Собора начинания РПЦ, заявил, что «даже в случае воссоединения с Московским Патриархатом РПЦЗ сохранит свой автономный статус и будет продолжать жить, как прежде». Речь, по его словам, идёт лишь о признании друг друга как единой Поместной Русской Православной Церкви.
С 26 по 28 июля 2006 года в Москве состоялась седьмая встреча переговорных комиссий Московского Патриархата и Русской Зарубежной Церкви, на который Комиссии рассмотрели вопросы, связанные с восстановлением общения, и, с учётом пожеланий Архиерейского Собора РПЦЗ, продолжили работу над проектом Акта о каноническом общении, а также подготовили проект Приложения к Акту о каноническом общении.
7 сентября 2006 года Архиерейский Синод РПЦЗ вынес определение по «Акту о каноническом общении»: «утвердить и одобрить „Акт о каноническом общении“ в исправленной редакции, предложенной церковными комиссиями на седьмой совместной встрече, как и другие выработанные комиссиями материалы. Согласуясь с указаниями Архиерейскаго Собора 2006 г., поручить Комиссии по переговорам с Московским Патриархатом разработать с Комиссией по диалогу с Русской Зарубежной Церковью детали торжественного подписания „Акта“ и чинопоследования вступления обеих частей Русской Православной Церкви в каноническое общение».
24 — 26 октября 2006 год в Кёльне на восьмом заключительном совместном заседании комиссии Московского Патриархата по диалогу с Русской Зарубежной Церковью и комиссии Русской Зарубежной Церкви по переговорам с Московским Патриархатом была выработана формулировка Акта о каноническом общении, по которому РПЦЗ «пребывает неотъемлемой самоуправляемой частью Поместной Русской Православной Церкви» и будет «самостоятельна в делах пастырских, просветительных, административных, хозяйственных, имущественных и гражданских, состоя при этом в каноническом единстве со всей Полнотой Русской Православной Церкви». Также на данном заседании были подготовлены предложения относительно места, времени и порядка подписания Акта о каноническом общении, а также о сопутствующих этому событию богослужениях. 8 декабря 2006 года Архиерейский Синод РПЦЗ и 26 декабря 2006 года Священный Синод Московского Патриархата одобрили эти предложения. Подписание Акта о каноническом общении намечено на 17 мая 2007 года.
Тем не менее, в среде духовенства и мирян РПЦЗ шли оживлённые дебаты; в адрес митрополита Лавра были выдвинуты обвинения в связях с российским государством и спецслужбами.
30 января 2007 года Патриарх Алексий II встретился в своей рабочей резиденции в Чистом переулке с делегацией РПЦЗ, в состав которой вошли архиепископ Сиднейский и Австралийско-Новозеландский Иларион (Капрал), первый заместитель председателя Архиерейского Синода РПЦЗ, и архиепископ Берлинский и Германско-Великобританский Марк (Арндт), председатель Комиссии по переговорам об объединении РПЦЗ с Московским Патриархатом.
По поводу Обращения епископа Анадырского и Чукотского Диомида (Дзюбана) и иже с ним митрополит Кирилл (Гундяев) отметил 1 марта 2007 года, что данное письмо появилось именно в преддверии подписания Акта о каноническом общении с Зарубежной Церковью, и в нём отразились те «протестные настроения, которые имеют место в крайне радикальной части Русской зарубежной Церкви»; он высказал мнение, что «всё это направлено на то, чтобы сорвать подписание соглашения, помешать Русской Православной Церкви восстановить своё единство». Митрополит выразил уверенность, что «главную роль здесь сыграла некая группа людей, которая ещё находится в тени. Но они будут найдены и обвинены в провокации». Спустя несколько дней митрополит Кирилл высказал более мягкую оценку ситуации.
10 апреля 2007 года, выступая на пасхальном приеме для дипломатического корпуса и представителей религиозных организаций, министр иностранных дел Российской Федерации Сергей Викторович Лавров заявил, что «событием поистине исторического масштаба станет предстоящее воссоединение Русской Православной Церкви Московского Патриархата и Русской Православной Церкви за границей, которое завершится подписанием их предстоятелями — патриархом Алексием II и митрополитом Лавром — в мае сего года в Москве Акта о каноническом общении».
Собор Архиерейского Синода РПЦЗ, заседавший 18-20 апреля 2007 года, принял текст окончательного определения по Акту о каноническом общении, для оглашения на чинопоследовании его подписания и направил официальную делегацию на торжества подписания Акта о каноническом общении в составе: Митрополит Лавр, архиепископ Берлинский и Германский Марк, архиепископ Сиднейский и Австралийско-Новозеландский Иларион, архиепископ Сан-Францисский и Западно-Американский Кирилл; епископ Ишимский и Сибирский Евтихий, епископ Женевский и Западно-Европейский Михаил, епископ Штутгартский Агапит, епископ Кливлендский Петр, архимандрит Лука (Мурьянка), протоиерей Александр Лебедев, протоиерей Николай Артёмов, протоиерей Виктор Потапов, протоиерей Пётр Перекрёстов, священник Серафим Ган, а также казначей Архиерейского Синода протоиерей Пётр Холодный.
2 мая было распространено интервью митрополита Кирилла для The Washington Post, где он разъяснил своё понимание предстоящего акта: «17 мая 2007 года, в Москве, в кафедральном соборном Храме Христа Спасителя, Святейший Патриарх Алексий и митрополит Лавр подпишут „Акт о каноническом общении“, который устанавливает канонические нормы взаимных отношений между Церковью в Отечестве и в зарубежье. А затем впервые после восьми десятилетий отчуждения совместно совершим литургию.».
Накануне подписания Акта, консультант переговорной комиссии РПЦЗ иерей Николай Савченко сообщил, что «около 20-25 процентов клириков и мирян Русской православной церкви за границей (РПЦЗ) выступают против объединения с Московским патриархатом».
16 мая 2007 года Священный Синод РПЦ постановил:

«1. Утвердить Акт о каноническом общении, которым восстанавливается единство внутри Поместной Русской Православной Церкви.
2. Определить, что Акт о каноническом общении вступает в силу после торжественного подписания Патриархом Московским и всея Руси Алексием и Председателем Архиерейского Синода Русской Зарубежной Церкви митрополитом Лавром в храме Христа Спасителя в Москве, в праздник Вознесения Господня 17 мая 2007 года.»

Кроме того, Синод своим отдельным Определением урегулировал новый статус бывшего епископа РПЦЗ в России, перешедшего в РПЦ, Евтихия (Курочкина): «Преосвященному епископу Евтихию (Курочкину) быть епископом Домодедовским, викарием Московской епархии, с поручением ему временного архипастырского окормления бывших приходов Русской Зарубежной Церкви в России, согласно Приложению к Акту о каноническом общении».

## Подписание

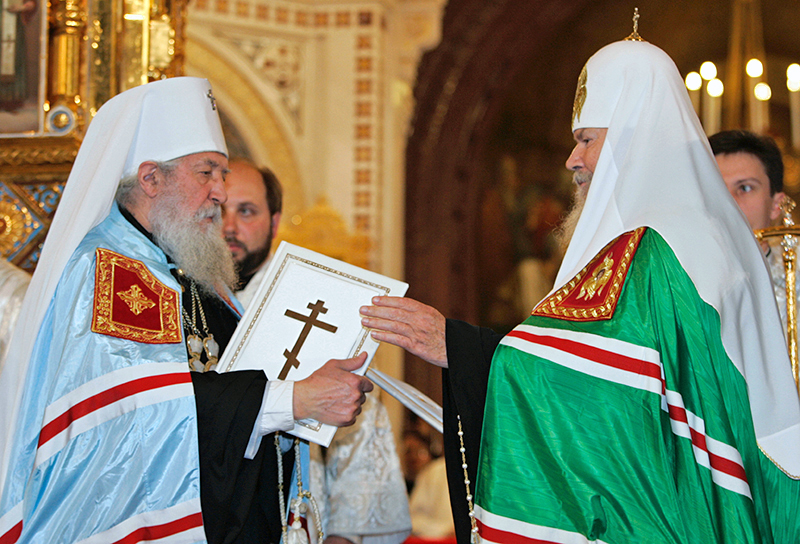

17 мая 2007 года в день праздника Вознесения Господня по прибытии в храм Христа Спасителя Первоиерарха Русской Зарубежной Церкви митрополита Восточно-Американского и Нью-Йоркского Лавра и Патриарха Московского и всея Руси Алексия II секретари Комиссий Московского Патриархата протоиерей Николай Балашов и Русской Православной Церкви Заграницей протоиерей Александр Лебедев огласили постановления Священного Синода Московского Патриархата и Архиерейского Синода Русской Православной Церкви Заграницей об утверждении Акта о каноническом общении.
После этого Святейший Патриарх Московский и всея Руси Алексий II и митрополит Восточно-Американский и Нью-Йоркский Лавр, Первоиерарх Русской Зарубежной Церкви, торжественно подписали Акт о каноническом общении. Затем Святейший Патриарх Алексий и Митрополит Лавр обменялись братскими лобзаниями со словами «Христос посреде нас! — И есть, и будет!».
Затем последовал обмен речами Патриарха Алексия II, Митрополита Лавра и Президента России В. В. Путина, в выступлении которого основной акцент был сделан на то, что «возрождение церковного единства — это важнейшее условие для восстановления утраченного единства всего русского мира».
После обмена речами Патриарх Алексий, в сослужении митрополита Лавра и многочисленного сонма архиереев, возглавил первую после восстановления единства Русской Православной Церкви совместную Божественную литургию. Патриарху Алексию и митрополиту Лавру сослужили шесть архиереев Русской Православной Церкви за рубежом, 58 священников и 21 диакон, а от Церкви в Отечестве — 14 архиереев, 58 священников и 12 протодиаконов. Вся служба, которая продолжалась больше пяти часов, совершалась с открытыми Царскими вратами, как на Пасху.
Затем в музее храма состоялось открытие выставки "Русская Православная Церковь в XX—XXI веках. В этот же день участники торжеств присутствовали на торжественном приёме в трапезных палатах Храма Христа Спасителя.
По воспоминаниям Митрополита Лавра:

Богослужения этих дней напомнили мне слова Псалмопевца, ибо в процессе диалога, в IV Всезарубежном Соборе и в торжествах, связанных с подписанием Акта о каноническом общении «милость и истина встретились, правда и мир облобызались». Эти дни, проведённые в молитве и братском общении, также напомнили мне древнюю икону святых апостолов Петра и Павла, обнимающих и приветствующих друг друга после примирения. Так и две части единой Русской Православной Церкви, обняв, облобызав и приветствуя друг друга, радостно, и с большим духовным подъёмом служили, молились и причащались от единой Чаши Христовой, торжествуя над врагом рода человеческого, в трудные годы гонений «поразившего пастырей и рассеявшего овец» Русской Православной Церкви.

Акт гласит, что «Русская Православная Церковь Заграницей <…> пребывает неотъемлемой самоуправляемой частью Поместной Русской Православной Церкви» (п. 1).
19 мая торжественный приём по случаю подписания Акта состоялся в Кремле по приглашению Президента России В. В. Путина.

## Реакция и следствия

Патриарху Алексию II и митрополиту Лавру в Коренной Пустыни

Патриарх Московский Алексий II подчеркнул значение Акта для укрепления государства: «укрепление Церкви — это, несомненно, укрепление нашей страны, которое, конечно же, вызывает не только сочувствие в мире, но и зависть, недоброжелательство».
Протоиерей Николай Балашов, секретарь по межправославным отношениям отдела внешних церковных связей МП заметил: «Что касается отделившихся священников или общин — я думаю, их будет очень немного. Это скорее „страшилки“, изобретаемые теми, кто не хочет укрепления Русской Церкви, кто боится России и не любит её. Среди противников единства либо перебежчики из Московского Патриархата, либо люди, которые психологически тяготеют к замкнутой, изолированной среде».
21 мая 2007 года митрополит Лавр, находясь в Курске, сказал: «Препятствовала старая эмиграция, к которой я не отношусь. У её представителей очень распространено настроение недоверия к советской власти, и тому, что с ней было связано. Трудно было переубедить их в психологическом плане».
По предположениям некоторых СМИ, главными инициаторами и спонсорами подписания Акта со стороны РПЦЗ были казначей Синода РПЦЗ предприниматель протоиерей Пётр Холодный (внук изгнанного из РПЦЗ за церковное общение с патриархом Алексием II протопресвитера Александра Киселёва, в 1980-е годы обучавшийся в Москве, а в начале 2000-х годов бывший главой одной из дочерних компаний Норникеля) и предприниматели Борис Йордан и Павел Лисицын.
Ряд клириков и мирян РПЦЗ негативно отнеслись к единению. Ещё до подписания Акта, в среде духовенства и мирян РПЦЗ начались оживлённые дискуссии о правомерности или целесообразности подобного шага. Оппозицию в РПЦЗ вызывал отказ РПЦ выйти из Всемирного совета церквей и других экуменических организаций, поскольку в прошлом РПЦЗ осудила экуменизм как ересь. Клирики РПЦЗ были обеспокоены тем фактом, что назначения в РПЦЗ, в особенности первоиерарха и епископов, должны будут утверждаться в Москве.
Американская газета The Wall Street Journal 25 мая 2007 года заявляла: «Речь идёт не только о богословских и нравственных сторонах дела — есть подозрения, что Путин формирует новые разветвлённые каналы влияния, используя церковь для укрепления связей с общинами русских эмигрантов по всему миру»
С позицией неприятия Акта выступил епископ Таврический и Одесский Агафангел (Пашковский), фигура которого в первые месяцы после подписания Акта стала центром притяжения для многих, не желающих принять Акт. Наиболее непримиримые приходы РПЦЗ, пожелавшие остаться в канонической изоляции и воздержаться от общения с Московским патриархатом, объединились вокруг епископа Агафангела и провели 18 ноября 2008 года в Нью-Йорке V Всезарубежный Собор РПЦЗ, на котором избрали митрополита Агафангела первоиерархом РПЦЗ. Ряд приходов присоединились к неканонической Русской истинно-православной церкви и греческим старостильным юрисдикциям.
Высказывалось мнение, что одним из последствий Акта будет «усугубление царящего здесь [в Северной Америке] канонического беспорядка». Однако этого не произошло, если не считать того, что вследствие подписания Акта количество малочисленных не признающих друг друга неканонических структур, так или иначе использующих название РПЦЗ, увеличилось.
По мнению Александра Солдатова, «Противники воссоединения, неформальным лидером которых является … Евгений Магеровский, глава Общества ревнителей памяти основателя РПЦЗ митрополита Антония (Храповицкого), заявили о своих намерениях судиться с Синодом Лавра не только за здание Синода, но и за крупнейший монастырь РПЦЗ(Л) в Джорданвилле, и за величественный кафедральный собор в Сан-Франциско, и за старинные монастыри в Святой земле». Однако эти опасения не оправдались: В 2007 году Верховный суд штата Нью Джерси закрепил за РПЦЗ церковное имущество Свято-Покровской церкви в Бьюна-Виста-Тауншип, штат Нью Джерси. В 2010 году Гражданский апелляционный суд Аргентины окончательно утвердил Воскресенский собор в Буэнос-Айресе за канонической РПЦЗ. Провалом закончилась попытка ушедшего в РПЦЗ(А) Олега Родзянко отсудить в 2012 году имущество церкви Покрова Пресвятой Богородицы в городе Наяк, штат Нью-Йорк.
Епископ Домодедовский Евтихий (Курочкин) так оценил освещение вопроса объединения в средствах массовой информации:

К сожалению, на вопрос о единстве Церкви нас соблазняют смотреть как на земной вопрос о юрисдикциях, об административных подчинениях или как на институт иерархического руководства. Журналисты, публицисты, обозреватели, среди которых немало людей без малейшего религиозного опыта или хотя бы знакомства с христианским вероучением, приземляют таким образом сугубо церковный вопрос и почитают себя правомочными участниками внутрицерковных дискуссий и процессов. Всезнание незнаек — болезнь современного общества. Опасно, когда незнайки практикуют в здравоохранительной области, ещё опаснее, когда незнайки вторгаются в духовную сферу: возможностями всего мира невозможно компенсировать вред, нанесённый бессмертной человеческой душе; об этом предупреждал Сам Господь Иисус Христос. Однако, как говорится, «печально, но факт»: безграмотные дискуссии о церковном единстве в основном и сформировали русло, в котором оно обсуждается. Я не устаю призывать православных людей рассуждать и принимать решения, руководствуясь церковным святоотеческим опытом.
Епископ Иоанн (Берзинь) подчёркивает, что произошло примирение, а не объединение двух Церквей:

Мыслить примирение между Зарубежной Церковью и Церковью в России как «объединение» неверно. Может, кому-то и покажется, что это просто спор о словах, но все-таки то, что произошло, <…> более правильно называть «примирением», а не «объединением». И я настаиваю на этом слове.
В 2014 году протоиерей Виктор Потапов отмечал, что некоторые из покинувших РПЦЗ, стали в неё возвращаться, так как «люди убедились, что мы по-прежнему сохранили свою широкую автономию».
В 2015 году клирик РПЦЗ протоиерей Андрей Филлипс (Великобритания), отметил, что РПЦЗ за 8 лет после подписания «Акта…» стала сильнее и менее изолированной: «Хорошо быть частью 500 приходов РПЦЗ, но ещё лучше быть одним из 30 тысяч приходов всей остальной части Святой Руси. Мы никогда не хотели изоляции — она была нам навязана политическими обстоятельствами. Инославные христиане теперь нас больше уважают, потому что они хорошо знают Русскую Церковь и нашего Патриарха. Когда мы вместе, мы гораздо сильнее».

## Увековечивание
30 сентября 2015 года в Курской Коренной пустыни был открыт монумент «Воссоединение», посвящённый восстановлению единства внутри поместной Русской православной церкви. В композиции из бронзы запечатлены патриарх Московский и всея Руси Алексий II и митрополит Восточно-Американский и Нью-Йоркский Лавр, держащие Курскую Коренную икону Божией Матери. Открытие памятника приурочено к пребыванию этой чудотворной иконы на Курской земле.
4 декабря 2015 года, в праздник Введения во храм Пресвятой Богородицы, памятник «Воссоединение» был открыт в Александро-Невском кафедральном соборе Восточно-Американской епархии, тауншип Хауэлл, штат Нью-Джерси. Памятник представляет собой собой массивный гранитный постамент, на котором стоят бронзовые статуи Алексия и Лавра, держащие в руках небольшую копию Храма Христа Спасителя и свиток со словами: «Любите друг друга, живите в мире и братском единении».
18 июня 2017 года после Божественной литургии в храме Христа Спасителя патриарх Кирилл освятил скульптурную композицию «Воссоединение» близ храма Христа Спасителя. В композиции из бронзы, установленной на восточном стилобате кафедрального собора, запечатлены приснопамятные патриарх Алексий II и первоиерарх Русской православной церкви заграницей митрополит Лавр, стоящие на разломленном земном шаре и держащие в руках храм Христа Спасителя и подписанный Акт.